# Hobhouse (Südafrika)
Hobhouse ist ein Ort in der südafrikanischen Provinz Freistaat. Er liegt in der Lokalgemeinde Mantsopa im Distrikt Thabo Mofutsanyana.

## Geographie
2011 hatte Hobhouse 244 Einwohner, das nördlich gelegenen Townships Dipelaneng hatte 3736 Einwohner. Der Ort liegt wenige Kilometer nördlich des Caledon, der hier die Grenze zu Lesotho bildet. Nach Wepener im Südwesten sind es rund 32 Kilometer, nach Ladybrand im Nordosten rund 50 Kilometer.

## Geschichte
Der Ort wurde 1912 auf dem Gelände der Farm Poortjie gegründet. Seinen Namen erhielt er nach Emily Hobhouse (1860–1926), die sich als Britin während und nach dem Zweiten Burenkrieg für burische Frauen und Kinder eingesetzt hatte. Der Ort erhielt 1913 Gemeindestatus.

## Wirtschaft und Verkehr
Haupterwerbszweig ist die Landwirtschaft mit dem Anbau von Mais und Weizen sowie der Viehwirtschaft und Käseherstellung.
Hobhouse liegt an der R26 zwischen Wepener und Ladybrand. Die R709 führt nordwestwärts Richtung Tweespruit. Es gibt von Hobhouse keine direkte Verbindung nach Lesotho.

## Persönlichkeiten
- Colin Eglin (1925–2013), Politiker, verlebte mehrere Jahre seiner Kindheit in Hobhouse